# Iemitsu Tokugawa
Iemitsu Tokugawa (jap. 徳川 家光 Tokugawa Iemitsu; ur. 12 sierpnia 1604, zm. 8 czerwca 1651) – trzeci siogun z dynastii Tokugawa, panował od 1623 do 1651. Był najstarszym synem Hidetady oraz wnukiem Ieyasu.

## Młodość (1604–1617)
Iemitsu był pierwszym członkiem rodu urodzonym po objęciu władzy przez Ieyasu Tokugawę.
W dzieciństwie nosił imię Takechiyo. Miał dwie siostry, Sen-hime i Masako oraz brata Tadanagę, który był jego rywalem. Tadanaga był ulubieńcem rodziców, ale Ieyasu zdecydował, że to Iemitsu będzie następcą Hidetady.
Silna ksenofobia jaka cechowała potomstwo Iemitsu została prawdopodobnie zaszczepiona w nich przez ojca i dziadka.
W 1617 Iemitsu oficjalnie został nominowany następcą swojego ojca. Jedynym konkurentem był jego młodszy brat Tadanaga. Wybór Iemitsu był powodem konfliktu między braćmi.
Iemitsu praktykował tradycję shudō. W 1620 pokłócił się ze swoim kochankiem, Gozaemonem Sakabe, przyjacielem z dzieciństwa i podwładnym. W wyniku konfliktu zamordował w łaźni dwudziestoletniego wówczas Sakabe.

## Regencja sioguna (1623–1632)
W 1623 Hidetada powierzył stanowisko sioguna dziewiętnastoletniemu wówczas Iemitsu, a sam objął urząd ō-gosho (siogun w stanie spoczynku).
W 1626 Iemitsu i Hidetada odwiedzili w Kioto cesarza Go-Mizunoo, cesarzową Masako (córkę Hidetady i siostrę Iemitsu) i księżniczkę Okiko. Wcześniejsze relacje z Go-Mizunoo pogorszyły się po Incydencie Purpurowej Szaty (紫衣事件, shi-e jiken), podczas którego cesarz został oskarżony o nadanie honorowych, purpurowych szat dla więcej niż dziesięciu duchownych wbrew edyktowi, który zakazywał ich przez dwa lata (prawdopodobnie żeby rozbić więź między cesarzem i religijnymi kręgami). Siogunat interweniował unieważniając nadane przywileje. Powodem abdykacji Go-Mizunoo było wejście mamki Iemitsu i Masako na obszar dworu cesarskiego, mimo panującego zakazu. W wyniku tego księżniczka Okiko przejęła władzę jako cesarzowa Meishō. Siogun stał się teraz wujkiem zasiadającego na tronie monarchy.
W 1632 zmarł ō-gosho Hidetada i Iemitsu objął realną władzę w państwie. Aż do śmierci Tadanagi w 1633 czuł groźbę przejęcia przez niego władzy.

## Siogun Iemitsu (1632–1651)
Hidetada pozostawił swoich doradców, zasłużonych daimyō, aby służyli jako regenci Iemitsu. Po śmierci brata w 1633 Iemitsu zdymisjonował owych doradców i na ich stanowiska wyznaczył swoich przyjaciół. Z ich pomocą utworzył silną, scentralizowaną administrację. 
W 1637 wybuchła rebelia przeciw antychrześcijańskiej polityce Iemitsu w Shimabara. Tysiące chrześcijan zostało zabitych podczas tłumienia buntu i straconych po jego zakończeniu. Antychrześcijańskie prześladowania utrzymały się przez cały okres panowania sioguna Iemitsu. W 1643 z jego polecenia zginął polski jezuita Wojciech Męciński.
W 1639 Iemitsu oficjalnie odizolował Japonię od reszty świata. Ograniczył handel do holenderskich kupców, z którymi prowadził interesy na sztucznej wyspie Dejima w Nagasaki i do pełnomocników z Chinami. Handel z Koreą był prowadzony przez ród Sō z Tsushimy, a z Królestwem Ryūkyū znajdował się pod kontrolą klanu Shimazu.
W 1643 cesarzowa-władczyni Meishō zrzekła się tronu. Została nastąpiona przez jej młodszego, przyrodniego brata cesarza Go-Kōmyō, który potępiał gwałtowne i barbarzyńskie metody siogunatu. Wielokrotnie krytykował Iemitsu i jego najstarszego syna i spadkobiercę, Ietsuna.
W 1651 w wieku 47 lat zmarł siogun Iemitsu. Był pierwszym siogunem z klanu Tokugawa, którego rządy skończyły się z chwilą śmierci, a nie poprzez abdykację. Nadano mu pośmiertne imię Daiyūin. Po jego śmierci rządy objął Ietsuna.

## Walka z wpływami Zachodu oraz edykt o samoizolacji kraju w 1635
Wśród krajów Azji, Japonia była stosunkowo otwarta na kontakty z zamorskimi kupcami i misjonarzami. Od połowy XVI w. statki z Portugalii, Hiszpanii, Holandii i Anglii zaczęły docierać do Japonii. Początkowe zainteresowanie obcymi, ich stylem życia, wiedzą i przywożonymi przez nich towarami np. bronią palną i artylerią, a także religią, przekształcało się stopniowo we wrogość. 
Zaczęły narastać negatywne uczucia do obcokrajowców. Ponadto, po podboju Filipin przez Hiszpanię, władcy Japonii stracili wiarę w dobre zamiary Europejczyków i zwątpili w lojalność przechrzczonych daimyō. Podejmowano kolejne działania mające na celu wydalanie obcych kupców i misjonarzy. Rozkazano krzyżowanie głównych katolickich głosicieli i wyznawców. 
Iemitsu dał pozwolenie handlu z Japonią tylko jednemu holenderskiemu statkowi w ciągu roku. Jego rozkazy nabrały siły po wykonaniu wyroku na dwóch Portugalczykach, którzy przyszli wstawić się w sprawie ustanowienia wcześniejszej polityki handlu zagranicznego Japonii. 
W 1630 Iemitsu Tokugawa wydał kilka edyktów izolujących Japonię. Najsławniejszym z nich był Edykt o zamknięciu kraju w 1635. Zawierał on główne ograniczenia wprowadzone przez Iemitsu oraz wykazał negatywny stosunek władz do katolicyzmu i każdego, kto go głosił. Iemitsu zaoferował hojne nagrody dla każdego, kto mógłby dostarczyć informacji o duchownych i ich zwolennikach, którzy potajemnie praktykowali i rozprzestrzeniali ich religię w Japonii. Co więcej, załoga każdego przybywającego do Japonii statku musiała być gruntownie zbadana pod kątem stosunku do wiary (obowiązek fumi-e).
Edykt musiał być skrupulatnie przestrzegany, ponieważ w niektórych punktach były określone dokładne daty, w których obce statki powinny przybywać albo opuszczać kraj. Na przykład: "Data wypłynięcia do domu obcych statków będzie najpóźniej dwudziestego dnia dziewiątego miesiąca".

## Ery w których rządził Iemitsu
Iemitsu sprawował urząd sioguna w następujących erach w dziejach Japonii:
- Genna (1615–1624)
- Kan’ei (1624–1644)
- Shōhō (1644–1648)
- Keian (1648–1652)